# Brassoppia peullaensis
Brassoppia peullaensis är en kvalsterart som först beskrevs av Hammer 1962.  Brassoppia peullaensis ingår i släktet Brassoppia och familjen Oppiidae. Inga underarter finns listade.